# Sylwester Machaj
Sylwester Machaj (ur. 14 kwietnia 1965) – polski lekkoatleta, sprinter, mistrz i reprezentant Polski.

## Kariera sportowa
Był zawodnikiem Zawiszy Bydgoszcz i Skry Warszawa. 
Na mistrzostwach Polski seniorów na otwartym stadionie wywalczył dwa medale, oba w sztafecie 4 x 100 m - złoty w 1989 oraz srebrny w 1988. Indywidualnie najlepsze miejsca zajmował w 1989 (piąte w biegu na 100 metrów) i 1990 (piąte w biegu na 200 metrów).
Reprezentował Polskę w zawodach Finału B Pucharu Europy w 1989, zajmując piąte miejsce w biegu na 100 metrów, z wynikiem 10,77 oraz piąte miejsce w sztafecie 4 x 100 m, z wynikiem 40,51.
Rekordy życiowe:
- 100 m: 10,41 (9.07.1989)
- 200 m: 21,52 (26.05.1990)